# Hwang Seung-eon
Hwang Seung-eon (en hangul, 황승언; Seúl; 31 de octubre de 1988) es una actriz surcoreana.

## Carrera
Desde 2021 es miembro de la empresa CJeS Entertainment. Previamente formó parte de la agencia YG Entertainment. [cita requerida]
Ha participado en numerosas películas, series de televisión, programas de variedades, música y vídeos.
En julio de 2018 se unió al elenco de la serie Time donde dio vida a Eun Chae-ah, la prometida de Su-ho e hija única del CEO de Taeyang Group. Chae-ah causa un accidente por un hombre y se esconde detrás del tiempo manipulado.
En agosto de 2020 se unió al elenco principal de la serie When I Was the Most Beautiful, donde interpretó a Carrie Jeong, la exnovia y socia de marketing de Seo Jin (Ha Seok-jin), por quien todavía siente algo.

## Filmografía

### Series de televisión
| Año        | Título                                 | Papel                   | Red               | Notas        | Ref.                 |
| ---------- | -------------------------------------- | ----------------------- | ----------------- | ------------ | -------------------- |
| 2010       | Golden Fish                            | Yoon Myung-ji           | MBC               |              |                      |
| 2011       | Drama Special – Ji-Hoon's Born in 1982 | Park Joo-mi             | KBS2              |              |                      |
| 2012, 2014 | God's Quiz S3 & S4                     | Ahn Hyo-yeon            | OCN               | (ep.3; 2)    |                      |
| 2014       | Bad Guys                               | Yang Yoo-jin            | OCN               |              |                      |
| 2014       | Sweden Laundry                         | Kim Eun-sol             | MBC Every 1       |              |                      |
| 2015       | Heart to Heart                         | Woo Yeon-woo            | tvN               |              |                      |
| 2015       | Sweet 20                               | Bae Yoon-ha             | Naver TV Cast     |              |                      |
| 2015       | Let's Eat 2                            | Hwang Hye-rim           | tvN               |              |                      |
| 2016       | Madame Antoine: The Love Therapist     | Go Yoo-rim              | JTBC              |              | [ 14 ]               |
| 2016       | Signal                                 | Han Do-yeon             | tvN               | (ep.13)      |                      |
| 2016       | Thumping Spike                         | Kang Se-ra              | MBN               |              |                      |
| 2016       | Love for a Thousand More               | Pyun Mi-jo              | Naver TV Cast     |              |                      |
| 2017       | Man Who Dies to Live                   | Yang Yang (Yang Mi-hwa) | MBC               |              | [ 15 ] [ 16 ]        |
| 2017       | I'm Not a Robot                        | Ye Ri-el                | MBC               |              | [ 17 ] [ 18 ] [ 19 ] |
| 2017–2018  | Jugglers                               | Secretaria Kang         | KBS2              | cameo        | [ 20 ]               |
| 2018       | Temporary Idol (Part-Time Idol)        | Soo-ah                  | SBS               |              | [ 21 ]               |
| 2018       | Time                                   | Eun Chae-ah             | MBC               |              | [ 22 ]               |
| 2019       | Touch Your Heart                       | Actriz                  |                   | ep. 4        |                      |
| 2020       | XX                                     | Lee Roo-mi              |                   | 10 episodios |                      |
| 2020       | When I Was the Most Beautiful          | Carrie Jeong            | MBC               |              |                      |
| 2020       | Alice                                  | Oh Shi-young            | SBS               |              |                      |
| 2021       | You Are My Spring                      | Han Jin-ho              | tvN               |              | [ 23 ]               |
| 2021       | Police University                      | Kim Eun-joo             | KBS2              |              |                      |
| 2022       | No hay boda sin caos                   | Choi Hee-seon           | Kakao Tv, Netflix | Serie web    | [ 24 ] [ 25 ]        |
| TBA        | Andante of Love                        | Ha Na-kyung             |                   |              | [ 26 ]               |

### Películas
| Año  | Título                                | Papel                                    | Ref.   |
| ---- | ------------------------------------- | ---------------------------------------- | ------ |
| 2009 | A Blood Pledge                        | Park Ji-mi                               |        |
| 2009 | Yoga Hakwon                           | Lee Bo-ra                                |        |
| 2009 | City of Fathers                       | Mi-na                                    |        |
| 2011 | Spellbound                            | Lee Joo-hee                              |        |
| 2012 | The Trinity (short film)              | Ji-kyung                                 |        |
| 2012 | Whatcha Wearin'?                      | Choi Young-ah                            |        |
| 2013 | Interactive Movie [NAVI] (short film) | mujer # 2                                |        |
| 2014 | Miss Granny                           | estudiante maquillándose (cameo)         |        |
| 2014 | The King of Jokgu                     | Seo An-na                                |        |
| 2014 | Spring Colds (short film)             |                                          |        |
| 2014 | 귀향 (short film)                     | Mi-ja                                    |        |
| 2014 | 열대야 (short film)                   | Soo-yeon                                 |        |
| 2016 | With or Without You                   | Ha Yi-rin                                |        |
| 2016 | Familyhood                            | mujer en la ceremonia de premios (cameo) |        |
| 2016 | The Queen of Crime                    | (cameo)                                  |        |
| 2017 | The King                              | Jun Hee-sung                             | [ 27 ] |
| 2018 | Memento Mori                          | Do-hee                                   | [ 28 ] |

## Discografía

### OST
| Año  | Intérprete(s)                                                         | Canción      | Álbum                   | Notas |
| ---- | --------------------------------------------------------------------- | ------------ | ----------------------- | ----- |
| 2017 | Seung-eon, Kwon Hyun-bin, Lee Su-hyun, Kim Hee-jung y Kwon Young-deuk | "Ice Cafe"   | OST de "Temporary Idol" |       |
| 2017 | Seung-eon, Kwon Hyun-bin, Lee Su-hyun, Kim Hee-jung y Kwon Young-deuk | "Red Carpet" | OST de "Temporary Idol" |       |